# Madagaskar-Grassänger
Der Madagaskar-Grassänger (Bradypterus seebohmi, Syn.: Amphilais seebohmi), auch als Seebohm-Buschsänger oder Zwerg-Emuschwanz bezeichnet, ist eine Vogelart aus der Familie der Schwirlverwandten (Locustellidae). Er wurde 1879 von Richard Bowdler Sharpe als Dromaeocercus seebohmi beschrieben und 1984 von Shane A. Parker in die monotypische Gattung Amphilais gestellt. Nach neueren molekulargenetischen Untersuchungen wird er nun in der Gattung Bradypterus geführt.  Benannt ist die Art nach dem britischen Ornithologen Henry Seebohm.

## Beschreibung
Der Madagaskar-Grassänger erreicht eine Länge von 17 Zentimetern und ein Gewicht von 20 Gramm. Der lange abgestufte Schwanz ist von zerbrechlicher Erscheinung und wird durch hervorstehende Federschäfte vergrößert. Die Federäste liegen weit auseinander. Kopf und Oberseite sind graubraun. Die deutlich verkürzten Oberschwanzdecken sind lebhaft braun verwaschen. Oberkopf, Nacken und Oberseite sind ziemlich auffallend gestrichelt und zeigen schwarze Federzentren. Der Schwanz ist bräunlich. Die Strichelung an der Kehle ist bräunlicher als an der Brust. Flanken und Bauchbereich sind olivbraun. Die Iris ist braun. Der Oberkiefer ist schwärzlich, der Unterkiefer ist gräulich hornfarben. Die Beine sind fleischrosa. Die Geschlechter sehen gleich aus. Bei den juvenilen Vögeln ist die Unterseite gelblich verwaschen. Seine Stimme besteht aus klaren melodiösen Pfiffen. Ein teeo-teeo-teeo wird ungefähr zwölf Mal wiederholt, gefolgt von harschen Geschnatter oder Rasseln. Der Ruf beinhaltet ein scharfes chit.

## Verbreitung
Das Verbreitungsgebiet erstreckt sich auf das Zentralmassiv und auf die Region von Tsaratanana im östlichen Madagaskar. Bekannte Beobachtungsorte sind die Umgebungen von Andringitra, Fianarantsoa, Ranomafana, Sahavadronina, Ankaratra, Manjakatompo, Antananarivo, Perinet und Andapa.

## Lebensraum
Der Madagaskar-Grassänger bewohnt montanes Gras- und Heideland mit sumpfiger Vegetation, insbesondere an der Grenze zur Nadelwaldzone. Des Weiteren ist er in sumpfigen Talkesseln, in Regenwaldlichtungen und gelegentlich auch in Reisfeldern anzutreffen. Er kommt gewöhnlich in Höhenlagen zwischen 1800 m und 2600 m vor. Einige Beobachtungen wurden jedoch auch in 900 m Höhe gemacht.

## Lebensweise
Der Madagaskar-Grassänger ernährt sich von kleinen Insekten. Er bewegt sich schleichend und gut versteckt durch die Vegetation. Er klettert behände zwischen den Grashalmen und macht sich allgemein nur durch seinen Gesang bemerkbar. Wenn er aufgescheucht wird, fliegt er niedrig. Abgesehen von Familiengruppen hat er eine einzelgängerische Lebensweise. Über seine Brutbiologie ist nur wenig bekannt, da bisher nur zwei Nester beschrieben wurden. Die Brutzeit ist im November. Die tiefen napfförmigen Nester wurden in den Grasbüscheln entdeckt und waren aus verflochtenen Grashalmen errichtet. Die Auskleidung bestand aus weichem Gras. Beide Nester beinhalteten je zwei Nestlinge.

## Weblink
- Amphilais seebohmi in der Roten Liste gefährdeter Arten der IUCN 2013.2. Eingestellt von: BirdLife International, 2012. Abgerufen am 19. Januar 2014.